# 天使與怨靈 (2018年電視劇)
《天使與怨靈》（羅馬化：Nang Thip），翻拍自1991年同名電視劇，由豐迪帕·瓦查拉澤固（Pooklook）、皮查雅·瓦塔那蒙迪里（Min）、阿卡潘·納瑪（Om）及莫妲·娜琳叻（Mook）領銜主演的泰國愛情劇。劇集於2018年10月2日起透過泰國第7電視台播出。

## 劇情簡介
Rawipreeya（豐迪帕·瓦查拉澤固 飾）是生活在天上的天使，她很好奇人類的生活，但不想脱離自己的靈魂。因此，她決定附身到一個可以看見她的女孩Parita（莫妲·娜琳叻 飾）的身體裡。Parita平日是一個柔弱和天真的女孩，但自從被Rawipreeya附身之後，她的個性變得大膽又聰明。有天，Parita的大學教授Pathorn（阿卡潘·納瑪 飾）對鬼魂很感興趣，為了證明超自然力量的存在，他做好了所有準備。而完全不懼怕這個話題的Rawipreeya開始幫助他，但是當Pathorn找到一個屬於邪惡之靈Thipchai（皮查雅·瓦塔那蒙迪里 飾）的古老戒指之後，他周圍的人開始神秘地死去...... Thipchai是大城府末期的一位公主，死於戰爭中，而Pathorn正是她愛人的轉世。當Rawipreeya和Parita之間的聯繫減弱時，Thipchai隨即擁有了Parita的軀體，這樣她就可以和Pathorn在一起。

## 演員陣容

### 主要人物
- 豐迪帕·瓦查拉澤固（Pooklook） 飾演 Rawipreeya
- 皮查雅·瓦塔那蒙迪里（Min） 飾演 Thipchai
- 阿卡潘·納瑪（Om） 飾演 Pathorn（現代）／Pichit（前世）
- 莫妲·娜琳叻（Mook） 飾演 Parita Chotwaree

### 配角
- 塔克斐·萊卡威吉（Tyfoon） 飾演 Tinthep（現代）／Siwarit（前世）
- 茜琳·可吉安（May） 飾演 Chada（現代）／Nim（前世）
- 緹蒂楠·蘇萬塔翁（Fern） 飾演 Sineewalee
- 索拉朋·切特里（Ek） 飾演 Luang Pairat Pak Pijarn／Sanor
- 當道·賈魯欽達（Ah'Dao） 飾演 Paka
- 塔莎萬·塞尼旺（Yo） 飾演 Songsiri
- 緩樂莉·格隆格儂（Khwan） 飾演 Oranee Chotwaree

Parita的母親
- 普拉布·尤他畢查（Prab） 飾演 Oranee Chotwaree

Parita的父親，是名醫生

## 劇集迴響

### 泰國電視收視
- 收視最低的集數以藍色表示，收視最高的集數以紅色表示，而空格則表示該集的收視沒有相關數據。

| 集數 No.   | 播放日期       | 播放時段 (UTC+07:00) | 平均收視率 | 來源  |
| ---------- | -------------- | -------------------- | ---------- | ----- |
| 1          | 2018年10月2日  | 星期二 20:30         | 4.9        | [ 2 ] |
| 2          | 2018年10月8日  | 星期一 20:30         | 4.0        | [ 3 ] |
| 3          | 2018年10月9日  | 星期二 20:30         | 4.3        | [ 3 ] |
| 4          | 2018年10月15日 | 星期一 20:30         | 4.1        | [ 4 ] |
| 5          | 2018年10月16日 | 星期二 20:30         | 4.1        | [ 4 ] |
| 6          | 2018年10月22日 | 星期一 20:30         | 4.0        | [ 5 ] |
| 7          | 2018年10月23日 | 星期二 20:30         | 3.5        | [ 5 ] |
| 8          | 2018年10月29日 | 星期一 20:30         | 3.7        | [ 6 ] |
| 9          | 2018年10月30日 | 星期二 20:30         | 4.4        | [ 6 ] |
| 10         | 2018年11月5日  | 星期一 20:30         | 3.8        | [ 7 ] |
| 11         | 2018年11月6日  | 星期二 20:30         | 3.7        | [ 7 ] |
| 12         | 2018年11月12日 | 星期一 20:30         | 3.9        | [ 8 ] |
| 13         | 2018年11月13日 | 星期二 20:30         | 4.2        | [ 8 ] |
| 14         | 2018年11月19日 | 星期一 20:30         | 4.0        | [ 9 ] |
| 15         | 2018年11月20日 | 星期二 20:30         | 5.1        | [ 9 ] |
| 平均收視率 | 平均收視率     | 平均收視率           | 4.11       | 1     |

^1  基於每集的平均觀眾份額。

## 作品的變遷
| 泰國第7電視台 每週一至週二20:30-22:40                   | 泰國第7電視台 每週一至週二20:30-22:40                    | 泰國第7電視台 每週一至週二20:30-22:40 |
| ------------------------------------------------------- | -------------------------------------------------------- | ------------------------------------- |
|                                                         | 天使與怨靈2018 นางทิพย์ （2018年10月2日 - 2018年11月20日） |                                       |
| 暮光之愛 ลูกไม้ลายสนธยา （2018年8月13日 - 2018年10月1日） | 小屋少女 คุณหนูเรือนเล็ก （2018年11月26日 - 2019年1月14日）  |                                       |

## 外部鏈接
- 泰國第7電視台官方網站 （页面存档备份，存于）（泰文）
- 劇集介紹及劇評 （页面存档备份，存于）（英文）
- 豆瓣电影上《天使與怨靈》的資料 （简体中文）